# Juan José Ballesta
Juan José Ballesta Muñoz, meglio conosciuto come Juanjo Ballesta (Parla, 12 novembre 1987), è un attore spagnolo.

## Biografia
Nato il 12 novembre 1987 a Parla, nella Comunità di Madrid, Juan José Ballesta è cresciuto a Toledo. Attivo sia in campo cinematografico che televisivo, ha ricevuto alcuni riconoscimenti nazionali tra i quali il premio La Concha de Plata nel 2005 al Festival internazionale del cinema di San Sebastián, Spagna.

## Filmografia parziale

### Cinema
- El bola, regia di Achero Mañas (2000)
- Il viaggio di Carol (El viaje de Carol), regia di Imanol Uribe (2002)
- El embrujo de Shanghai, regia di Fernando Trueba (2002)
- Quarto piano (Planta 4ª), regia di Antonio Mercero (2003)
- 7 vírgenes, regia di Alberto Rodríguez Librero (2005)
- Film Per Non Dormire: Spettro (Regreso a Moira), regia di Mateo Gil - film TV (2006)
- Entrelobos, regia di Gerardo Olivares (2010)
- Oro - La città perduta (Oro), regia di Agustín Díaz Yanes (2017)
- Storia di un uomo d'azione (Un hombre de acción), regia di Javier Ruiz Caldera (2022)

### Televisione
- Servir y proteger - serie TV (2017-2018)
- El Continental - serie TV (2018)
- Rapina al Banco Central – miniserie TV, 5 episodi (2024)